# Tukgahgo Mountain
Tukgahgo Mountain (uitspraak: TUG-a-ho) is een berg in Haines Borough in de Alaska Panhandle in het zuidoosten van Alaska in de Verenigde Staten.

## Geografie
De berg heeft een hoogte van 1425 meter en is onderdeel van de Takshanuk Mountains. De berg ligt 5,6 kilometer ten zuidwesten van Chilkoot Lake en 26 kilometer ten zuiden van Skagway.

## Geologie
Geologische onderzoeken van de aderen in de berg hebben zilver-, goud-, platina- en palladiummineralisatie onthuld, afkomstig van gebeurtenissen uit het midden van het Krijt.

## Geschiedenis
Tukgahgo, een inheemse naam gegeven door de Tlingit, werd vastgelegd door geoloog Eugene C. Robertson en gepubliceerd door de United States Geological Survey (USGS) in 1952.